# Ivana Jorović
Ivana Jorović (serbio cirílico:Ивана Јоровић; nació el 3 de mayo de 1997 en Čačak) es una jugadora de tenis serbia.
Jorović ha ganado 12 títulos individuales y 1 de dobles en el circuito ITF hasta la fecha. Su mejor clasificación en la WTA fue la número 134 del mundo, que llegó el 24 de octubre de 2016. En dobles alcanzó en julio de 2017, el número 299 del mundo.
Jorović fue clasificada como la número uno del mundo tenis juvenil en junio de 2014, y fue finalista en el "Abierto de Francia junior  singles en 2014 y en el Abierto de Australia junior dobles.
Jugó por Serbia en la Copa Federación, Jorović tiene un récord de ganados y perdidos de 5-5.

## Títulos ITF

### Individual (12)
| Torneos de $100,000 |
| Torneos de $80,000  |
| Torneos de $60,000  |
| Torneos de $25,000  |
| Torneos de $15,000  |
| Torneos de $10,000  |

| N.º | Fecha                   | Torneo                     | Superficie | Oponentes                 | Resultado        |
| --- | ----------------------- | -------------------------- | ---------- | ------------------------- | ---------------- |
| 1.  | 1 de octubre de 2012    | Sharm el-Sheikh, Egipto    | Dura       | Jasmin Steinherr          | 6-4, 6-2         |
| 2.  | 17 de junio de 2013     | Niš, Serbia                | Arcilla    | Doroteja Erić             | 6-4, 4-6, 6-3    |
| 3.  | 4 de noviembre de 2013  | Sharm el-Sheikh, Egipto    | Dura       | Janina Toljan             | 6-0, 6-2         |
| 4.  | 11 de noviembre de 2013 | Sharm el-Sheikh, Egipto    | Dura       | Arabela Fernández Rabener | 6-2, 6-4         |
| 5.  | 17 de noviembre de 2014 | Nueva Delhi, India         | Dura       | Barbara Haas              | 6-2, 6-2         |
| 6.  | 26 de octubre de 2015   | Estambul, Turquía          | Dura (i)   | Jana Fett                 | 6-3, 7-5         |
| 7.  | 16 de noviembre de 2015 | Zawada, Polonia            | Carpet (i) | Mihaela Buzărnescu        | 6–2, 6–2         |
| 8.  | 20 de diciembre de 2015 | Ankara, Turquía            | Dura (i)   | Çağla Büyükakçay          | 7–6(3), 3–6, 6–2 |
| 9.  | 28 de marzo de 2016     | Croissy-Beaubourg, Francia | Dura (i)   | Pauline Parmentier        | 6–1, 4–6, 6–4    |
| 10. | 19 de diciembre de 2016 | Ankara, Turquía            | Dura (i)   | Vitalia Diatchenko        | 6–4, 7–5         |
| 11. | 15 de abril de 2018     | Óbidos, Portugal           | Alfombra   | Miriam Kolodziejová       | 6–1, 6–2         |
| 12. | 11 de noviembre de 2018 | Shenzhen, China            | Dura       | Saisai Zheng              | WO               |

### Dobles (2)
| Torneos de $100,000 |
| Torneos de $75,000  |
| Torneos de $50,000  |
| Torneos de $25,000  |
| Torneos de $15,000  |
| Torneos de $10,000  |

| N.º | Fecha                 | Torneos                     | Superficie | Pareja          | Oponentes                           | Resultado |
| --- | --------------------- | --------------------------- | ---------- | --------------- | ----------------------------------- | --------- |
| 1.  | 10 de agosto de 2015  | Landisville, Estados Unidos | Dura       | Jessica Moore   | Brynn Boren Nadja Gilchrist         | 6-1, 6-3  |
| 2.  | 17 de octubre de 2016 | Joué-lès-Tours, Francia     | Dura (i)   | Lesley Kerkhove | Alexandra Cadanțu Ekaterina Yashina | 6-3, 7-5  |

#### Finalista (1)
| N.º | Fecha                    | Torneos               | Superficie | Pareja      | Oponentes                     | Resultado        |
| --- | ------------------------ | --------------------- | ---------- | ----------- | ----------------------------- | ---------------- |
| 1.  | 19 de septiembre de 2016 | Podgorica, Montenegro | Arcilla    | Xenia Knoll | Anita Husarić Quirine Lemoine | 6-3, 4-6, [4-10] |